# Piz Tumpiv
Piz Tumpiv – szczyt w Alp Glarneńskich, części Alp Zachodnich. Leży w Szwajcarii, w kantonie Gryzonia. Należy do podgrupy Alp Glarneńskich właściwych. Szczyt można zdobyć ze schroniska Vorderalp (2040 m) lub Burleun (1716 m).